# كنوز (فلم)
كنوز هو فيلم مصري عرض عام 1966، بطولة كمال الشناوي ونبيلة عبيد وكوكا وعماد حمدي ويوسف شعبان، ومن إخراج نيازي مصطفى.

## قصة الفيلم
في صحراء مصر تعيش البدوية (كنوز)، ابنة شيخ القبيلة (فواز)، تحب (كنوز) (هارون)، وهوأحد الشباب الفقراء من قبيله مجاورة.. ذات يوم يقرر (هارون) أنيحفر بئرًا جديدة في الصحراء، من أجل وقاية أبناء قبيلته العطش، إلا أن رجال (فواز) يعترضون طريقه، ويقومون بالتخلص منه بناء على أوامر الشيخ (فواز) الذي يسعى للسيطرة على الأرض ومن عليها، تمر السنوات، وتتزوج (كنوز) من (عواد)، وبعد عدة سنوات أخرى، يصل إلى الواحة مهندس شاب اسمه (أحمد)، ومعه مجموعة من الخبراء لحفر آبار لأبناء القبائل الصحراوية، ومن بين أفراد المجموعة، هناك (هارون) الذي لم يمت، لكنه أصيب، وتمكن من الذهاب إلى المدينة، تنمو قصة حب بين (أحمد) و(زمرده) ابنة (عواد) و(كنوز)، لكن هذه القصة تبد ومؤرقة للشيخ (فواز)، الذي يقرر قتل (أحمد)، يقوم رجال (فواز) بإطلاق النار على (أحمد) لكن الرصاصة تصيب (كنوز) أمام أعين أفراد أسرتها وتموت.

## طاقم التمثيل
- كمال الشناوي: (أحمد)
- نبيلة عبيد: (زمردة)
- كوكا: (كنوز)
- عماد حمدي: (هارون)
- يوسف شعبان: (عمران)
- عبد العليم خطاب: (عواد)
- عبد الغني قمر: (الشيخ مبروك)
- إحسان القلعاوي: (حسنة)
- نظيم شعراوي: (فواز)
- كامل أنور: (من عمال الحفر)
- سامية رشدي: (والدة هارون)
- محمد أباظة: (الطبيب)
- كنعان وصفي: (من أهل الواحة)
- إلهام بديع: (المطربة البدوية)
- حسين الشربيني: (ضابط شرطة)
- محمد سلطان: (ضابط شرطة)
- علي كامل: (عضو المجلس العرفى)
- عباس الدالي: (عضو المجلس العرفى)
- سيد عبد الله: (عضو المجلس العرفى)
- عبد الحميد بدوي: (من عمال الحفر)
- طوسون معتمد: (من عمال الحفر)

## فريق العمل
- إخراج: نيازي مصطفى
- قصة وحوار: أمينة الصاوي
- سيناريو: عبد الحي أديب
- مدير التصوير: عبد الحليم نصر
- مونتاج: عبد العزيز فخري
- إنتاج: أفلام حلمي رفلة
- موسيقى تصويرية: فؤاد الظاهري
- توزيع: الشرق لتوزيع الأفلام